# Schwanstetten
Schwanstetten este o comună-târg din districtul Roth, regiunea administrativă Franconia Mijlocie, landul Bavaria, Germania.